# Gitte Lillelund Bech

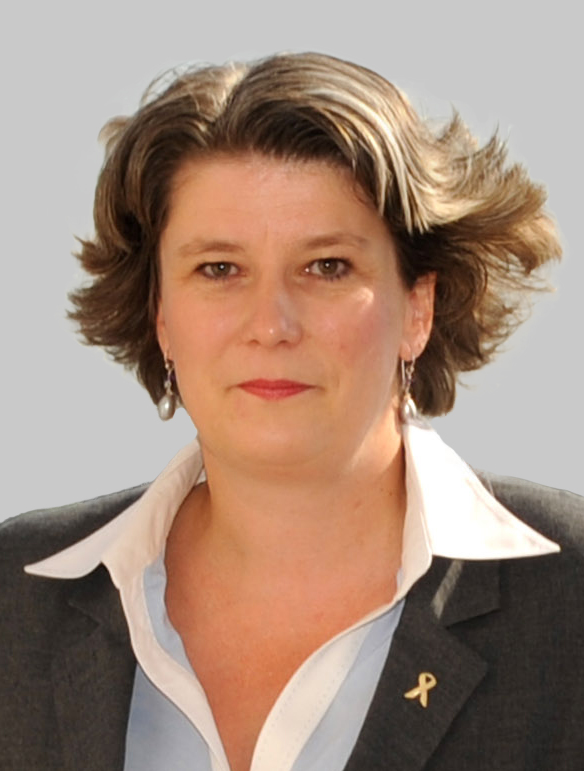
Gitte Lillelund Bech (2011)

Gitte Lillelund Bech  (* 21. Januar 1969 in Aarhus) ist eine Politikerin der Venstre und war vom 23. Februar 2010 bis zum 3. Oktober 2011 dänische Verteidigungsministerin.

## Leben
Gitte Lillelund Bechs Eltern sind der Professor Jørgen Bech und die Labortechnikerin Helle Lillelund Bech.
Von 1987 bis 1992 studierte sie an der Copenhagen Business School. 1990 erreichte sie den Abschluss als Bachelor of Science (Betriebswirtschaft und Mathematik) und 1992 den Master of Science (Business Administration and Management Science). Von 1991 bis 1994 arbeitete sie als Finanzanalystin für die Danske Bank, von 1994 bis 1998 als Beraterin und Finanzspezialistin für COWI und von 1998 bis 1999 als Ökonomin für Nykredit. 2003 war sie Teilnehmerin am Marshall Memorial Fellowship des German Marshall Fund
Nach ihrer politischen Karriere arbeitete sie zunächst als Lobbyistin im Zusammenhang mit der Beschaffung von Kampfflugzeugen bei der Firma Advice und wechselte 2022 zur dänischen Handelskammer Dansk Ergverv.
Sie ist verheiratet mit Thomas Egebo. Dieser war bis 2018 Abteilungsleiter im Ministerium für Klima, Energie und Bau. Seit 2018 ist er Präsident und CEO von Energinet.dk.

## Politische Laufbahn
Sie war vom 1. Oktober 1999 bis zum 14. August 2013 als Mitglied der Partei Venstre, Abgeordnete des Folketing. Sie rückte dabei 1999 zunächst für Bertel Haarder nach, der sein Mandat niedergelegt hatte. Bei der Folketingswahl 2001 wurde sie für den Wahlkreis Kopenhagen gewählt und 2005, 2007 und 2011 jeweils wiedergewählt.
Bech war vom 23. Februar 2010 bis zum 3. Oktober 2011 Verteidigungsministerin im Kabinett der Regierung Lars Løkke Rasmussen I. Nach der Folketingswahl 2011 wurde eine Regierung ohne Beteiligung von Bechs Partei Venstre gebildet.
Im August 2013 verließ sie das dänische Parlament, um sich auf eine Karriere außerhalb der Politik zu konzentrieren.